# Brownleea
Brownleea – rodzaj roślin z rodziny storczykowatych (Orchidaceae). Obejmuje 8 gatunków występujących w Afryce w takich krajach i regionach jak: Kamerun, Kenia, RPA, Lesotho, Madagaskar, Malawi, Mozambik, Eswatini, Tanzania, Zambia, Demokratyczna Republika Konga, Zimbabwe.

## Systematyka
Rodzaj sklasyfikowany do monotyopwego podplemienia Brownleeinae (H.P.Linder & Kurzweil) w plemieniu Diseae, podrodzina storczykowe (Orchidoideae), rodzina storczykowate (Orchidaceae), rząd szparagowce (Asparagales) w obrębie roślin jednoliściennych.
Wykaz gatunków
- Brownleea coerulea Harv. ex Lindl.
- Brownleea galpinii Bolus
- Brownleea graminicola McMurtry
- Brownleea macroceras Sond.
- Brownleea maculata P.J.Cribb
- Brownleea mulanjiensis H.P.Linder
- Brownleea parviflora Harv. ex Lindl.
- Brownleea recurvata Sond.